# Dermogenys
Os peixe-agulha de água doce ou salobra do gênero Dermogenys estão distribuídos no sul e sudeste da Ásia, da Índia até a Indonésia. Todos são vivíparos, produzindo crias em ninhadas de até 30 alevinos, que de perto lembram os os adultos exceto por serem muito menores, ao redor de 10 à 15 mm de comprimento. Dermogenys adultos possuem tipicamente 60-70 mm de comprimento, com fêmeas levemente maiores que os machos. Machos tendem a ter uma cor mais brilhante, e podem brigar uns com os outros.
O Agulhinha-prata é uma espécie  de Dermogenys, Dermogenys pusilla, aonde na Ásia é vitima de uma atrocidade: machos lutam numa rinha usando sua mandíbula inferior (dai vem o nome agulha) aonde no final apenas um sai vivo.(ver Beta).
Os Dermogenys se alimentam exclusivamente de insetos , tanto na forma aquática larvas como os insetos voadores  que deslizam na tensão superficial da água. São importantes predadores de insetos, além de serem importantes controladores do mosquito transmissor da malária.

## Reprodução

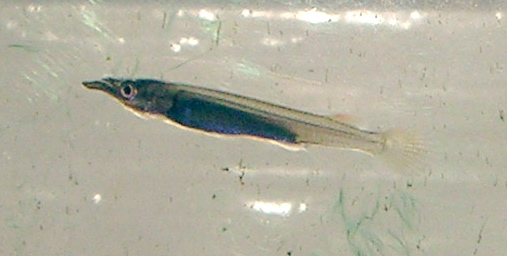
Alevinos de Dermogenys com três semanas

Os Dermogenys são peixes que praticam a fertilização interna. O macho é equipado com uma nadadeira anal modificada chamada gonopódio, com a qual introduz seu esperma na fêmea. O período de gestação é de cerca de um mês. O exato modo de reprodução varia desde a ovoviviparidade até a viviparidade . Cerca de 10 embriões se desenvolvem nesse tempo, mas ao nascerem já são razoávelmente grandes (cerca de 10 mm) comparado com outros peixes do seu tamanho (Dermogenys adultos atingem de 4 a 7cms de comprimento, dependendo da espécie).

### Em aquários
Para mantê-los em aquários é necessário um tanque com muito espaço na superfície. Profundidade não é um fator relevante, portanto é melhor um aquário largo do que um profundo. São peixes bem resistentes, embora sensíveis a baixos níveis de oxigenação, além de mudanças bruscas de pH, salinidade, dureza da água e temperatura. Assim eles devem ser introduzidos em um novo aquário com cuidado, e trocas parciais pequenas mais frequentes são recomendadas, pois alteram menos a química da água. Algumas espécies, notavelmente Dermogenys pusillius, têm sido tradicionalmente mantidos em águas ligeiramente salobras, embora alguns autores aleguem que os encontrados em águas salobras sejam juvenis de estuário. A maioria de espécies de Nomorhamphus e Hemirhamphodon preferem águas doces com pH neutro a ligeiramente ácido.
Peixes agulha também são sensíveis a mudanças bruscas de iluminação, o que pode ocasionar nado frenético. Em tais circunstâncias eles podem se chocar contra o vidro e ferir seus bicos (que se recuperam após algumas semanas) ou pular do aquário.
Eles se alimentam de larvas de inseto como bloodworms, ovos de crustáceos, moscas de fruta, pedaços picados de peixe, assim como ocasionalmente comida em flocos. Alguns aquaristas os alimentam com algas, já que são peixes onívoros em seu habitat natural
Peixes agulha se reproduzem em cativeiro, mas embora sejam vivíparos, não o fazem com facilidade. Abortos são comuns, particularmente se as fêmeas estiverem estressadas (por exemplo, ao serem trocadas de aquário). Uma vez nascidos, os filhotes (que nascem relativamente grandes) comem artêmias, daphnia e comida em flocos esfareladas.